# Jelizaveta Jermolajevová
Jelizaveta Jermolajevová, rusky Елизавета Александровна Ермолаева (* 2. dubna 1930) je bývalá sovětská atletka, mistryně Evropy v běhu na 800 metrů z roku 1958.
Jejím prvním mezinárodním úspěchem bylo vítězství v běhu na 800 metrů na univerziádě v roce 1957. V roce 1958 se stala mistryní Evropy v této disciplíně v rekordu šampionátu 2:06,3. Byla favoritkou pro olympiádu v Římě v roce 1960, kvůli zranění však neuspěla.